# Естер Шимерова-Мартинчекова
Естер Фрідрикова (чеськ. Ester Fridriková), у першому шлюбі Фрідрикова-Шимерова, у другому Шимерова-Мартинчекова (словац. Ester Šimerová-Martinčeková, 23 січня 1909, Братислава, Австро-Угорщина — 7 серпня 2005, Ліптовський Мікулаш, Жилінський край, Словаччина) — словацька маля́рка і художниця-декораторка, сценографка та журналістка. Її часто називали першою дамою словацького живопису.

## Біографія
Під час Першої світової війни відвідувала євангелічну школу, а потім гімназію. В останні роки навчання вона приватно відвідувала школу живопису Густава Маллі. Після закінчення гімназії поїхала до Парижа, де вчилася живопису в двох академіях, академії французького художника Родольфа Жуліана та в приватній школі української художниці Олександри Екстер.
Вже під час навчання в Парижі Естер Фрідрикова створила кілька важливих робіт, які сьогодні знаходяться головним чином у колекції Словацької національної галереї («Сірий натюрморт», «Шахова композиція», «Порт Дьєпп», «Натюрморт», «Квартет», «Виноград»).
Уже в 1931 році виставлялася у Празі. Там увійшла до відділу мистецтв Умелецької Беседи. У 1932 році одружилася з професором Франтішком Шимером і жила з ним у Братиславі. Після розпаду Першої Чехословацької Республіки разом із чоловіком виїхала до Протекторату Богемії та Моравії та оселилася в Пльзе́ні.
Під час нападу на Райнгарда Гейдріха її чоловік як головний лікар лікарні переховував чехословацьких десантників з Англії. Внаслідок зради гестапо заарештувало його, ув'язнило і стратило. У 1947 році мисткиня одружилася знову. Після відновлення спільної республіки в 1945 році вона повернулася до Словаччини, була обрана президенткою Блоку словацьких художників і брала активну участь у культурному житті. Тут одружилася з адвокатом Мартином Мартинчеком, тодішнім президентом офісу Словацької національної ради.
У 1952 році була змушена переїхати з чоловіком з Братислави до села поблизу Ліптовського Мікулаша. З 1954 року до кінця життя мешкали в Ліптовському Мікулаші.
У 1966 році Естер Фрідриковій (Шимеровій-Мартинченковій) присвоєно звання заслуженої художниці. Вона виставлялася у багатьох галереях Польщі та за кордоном та отримала багато нагород та відзнак. Мисткиня створила відносно велику кількість колажів, особливо з мотивом садів та натюрмортів. Окрім живопису, вона також розробляла театральні костюми для Нової сцени в Братиславі.

## Нагороди
- 1966 — Присвоєно звання Заслуженої художниці[cs].
- 1984 — Отримала Ліптовську премію в Ліптовському Мікулаші.
- 1987 — Чехословацька пошта опублікувала репродукцію картини «Тюльпани» як поштову марку.
- 1991 — Нагороджена орденом Томаша Ґарріґа Масарика, 4 ступеня (у Празі).
- 1992 — Отримала нагороду Мартина Бенка.
- 1998 — Отримала нагороду Мілоша Базовського з Фонду образотворчих мистецтв.
- 2001 — Отримала премію фонду банку Татра[sk] за свою роботу.
- 2001 — Нагороджена орденом Мистецтв та літератури (найвищим званням командора).
- 2002 — Нагороджена орденом Людовита Штура 1-го класу.
- 2016 — «Словацька пошта» опублікувала репродукцію картини «Шахова композиція».